# Jungiella troianoi
Jungiella troianoi är en tvåvingeart som beskrevs av Salamanna och Raggio 1985. Jungiella troianoi ingår i släktet Jungiella och familjen fjärilsmyggor.
Artens utbredningsområde är Italien. Inga underarter finns listade i Catalogue of Life.